# Argyrilla attenuatus
Argyrilla attenuatus är en insektsart som beskrevs av Alexander Fyodorovich Emeljanov 1964. Argyrilla attenuatus ingår i släktet Argyrilla och familjen dvärgstritar. Inga underarter finns listade i Catalogue of Life.